# Diecezja koszalińsko-kołobrzeska
Diecezja koszalińsko-kołobrzeska (łac. Dioecesis Coslinensis-Colubregana; niem. Bistum Köslin-Kolberg) – jedna z trzech diecezji obrządku łacińskiego w metropolii szczecińsko-kamieńskiej w Polsce, historycznie nawiązująca do diecezji kołobrzeskiej istniejącej w latach 1000–1007. Ustanowiona diecezją 28 czerwca 1972 bullą Episcoporum Poloniae coetus przez papieża Pawła VI. Położona jest na terenach 4 województw: zachodniopomorskiego, pomorskiego, lubuskiego i wielkopolskiego.

## Historia

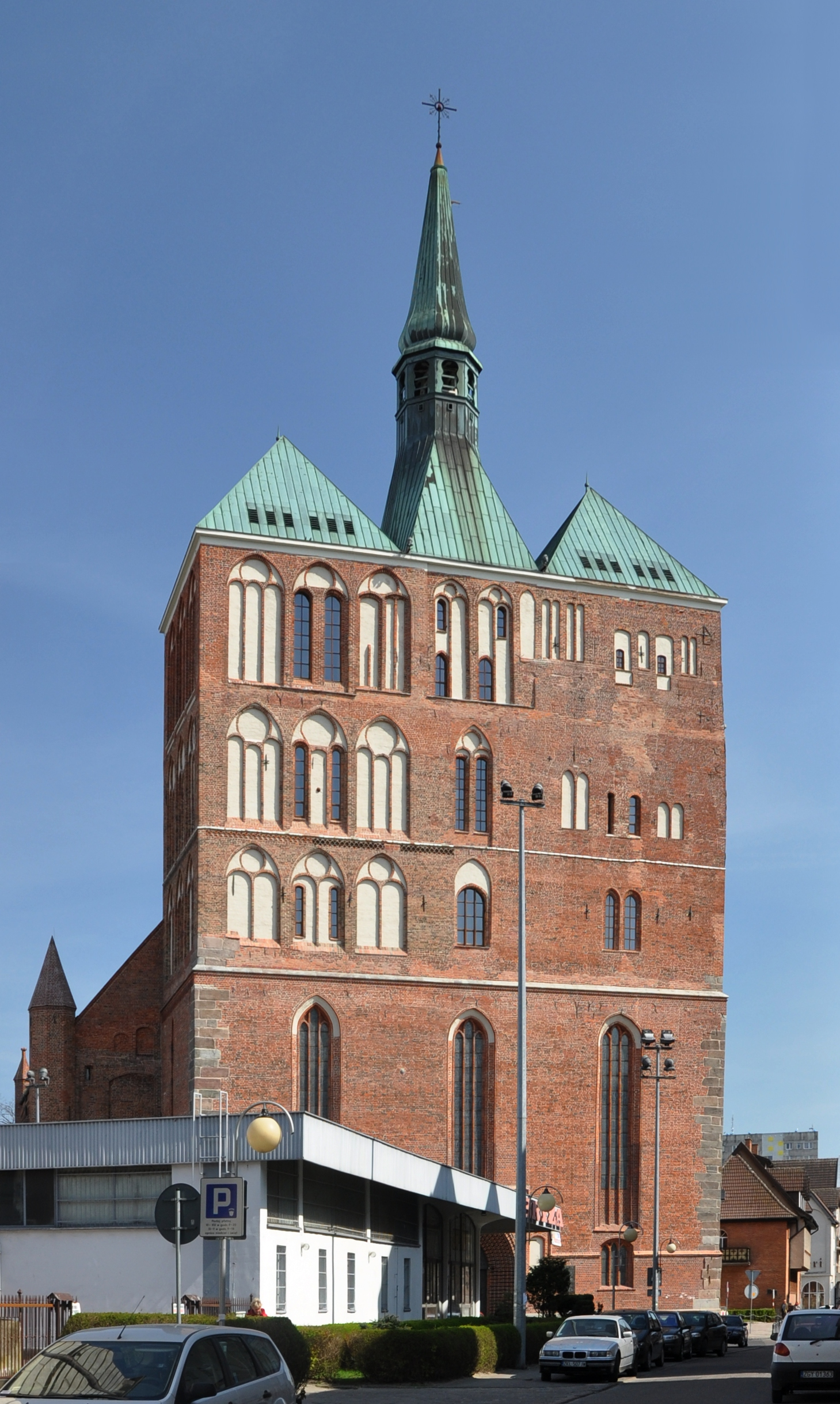
Bazylika konkatedralna w Kołobrzegu

W trakcie zjazdu gnieźnieńskiego w 1000 ogłoszono utworzenie niezależnej metropolii gnieźnieńskiej oraz powołanie podległych jej nowych biskupstw-sufraganii w Krakowie z biskupem Popponem, we Wrocławiu z biskupem Janem i w Kołobrzegu z biskupem Reinbernem. Biskupstwo kołobrzeskie wraz ze śmiercią pierwszego biskupa upadło. Reakcja pogańska zwyciężyła na Pomorzu i osiągnięcia biskupa-misjonarza zostały całkowicie zniszczone. Właściwym misjonarzem tych ziem stał się dopiero Otton z Bambergu, który ochrzcił tysiące Pomorzan, a tereny objęte jego misją zostały włączone pod jurysdykcję jego diecezji w Bambergu.
Teren obecnej diecezji w latach 1140–1535 należał do diecezji pomorskiej z siedzibą w Wolinie (do 1175) i kamieńskiej z siedzibą w Kamieniu Pomorskim (do 1535), a także częściowo do archidiecezji poznańskiej, archidiecezji gnieźnieńskiej, diecezji kruszwickiej, diecezji włocławskiej, a po reformacji do diecezji berlińskiej i diecezji wrocławskiej. W 1923 powstała Wolna Prałatura Pilska, która skupiała spore tereny dzisiejszej diecezji.
Po zakończeniu działań wojennych, 15 sierpnia 1945 całe terytorium obecnej diecezji zostało włączone do Administracji Apostolskiej Kamieńskiej, Lubuskiej i Prałatury Pilskiej z siedzibą w Gorzowie Wielkopolskim, którą potocznie nazywano diecezją gorzowską.
W latach 70., po nawiązaniu stosunków dyplomatycznych z Republiką Federalną Niemiec na terenie administracji planowano utworzyć trzy diecezje obrządku łacińskiego. Jedną z nich miała być diecezja słupsko-kołobrzeska.
Kiedy rozważano podział administracji apostolskiej ze stolicą w Gorzowie Wielkopolskim, planowano ogromny teren (1/7 powierzchni Polski) przekształcić w trzy osobne jednostki kościelne. Wśród nich w latach 1970–1972 wymieniano diecezję ze stolicą biskupią w Słupsku. Pierwszy projekt datowany na 1 czerwca 1970 zakładał, iż katedrą będzie Kościół Najświętszej Maryi Panny.
Jeszcze na początku 1972 była mowa o diecezji ze stolicą w Słupsku. Jednakże władze państwowe proponowały, aby stolicą nowej diecezji został Koszalin, gdyż był wówczas centrum administracyjnym ówczesnego województwa koszalińskiego. Władze kościelne przyjęły taką propozycję i ostatecznie w 28 czerwca 1972 papież Paweł VI bullą Episcoporum Poloniae coetus erygował Diecezję koszalińsko-kołobrzeską, która powstała z terenów diecezji berlińskiej i Prałatury Pilskiej i została włączona do metropolii gnieźnieńskiej. Pierwszym ordynariuszem został bp Ignacy Jeż.
Papież Jan Paweł II dwukrotnie zmieniał granice diecezji koszalińsko-kołobrzeskiej. 25 marca 1992 bulla Totus Tuus Poloniae populus wyłączyła z diecezji tereny na wschód od Słupska i Miastka, które przyłączono do diecezji pelplińskiej. Z diecezji gorzowskiej przyłączono wówczas okręg pilski z Piłą, Trzcianką i Krzyżem Wielkopolskim na czele. Od 1992 diecezja należy do metropolii szczecińsko-kamieńskiej. Kolejna zmiana granic diecezji miała miejsce 25 marca 2004, kiedy dekanat złotowski przyłączono do nowej diecezji bydgoskiej.
Najważniejszym wydarzeniem w dziejach diecezji była wizyta Jana Pawła II. Papież rozpoczynając czwartą podróż apostolską do Ojczyzny wylądował na podkoszalińskim lotnisku w Zegrzu Pomorskim. Podczas wizyty w diecezji w dniach 1–2 czerwca 1991 poświęcił gmach seminarium duchownego, nawiedził koszalińską katedrę, skąd prowadził modlitwę różańcową transmitowaną przez Radio Watykańskie na cały świat, odprawił mszę polową dla wielkiej rzeszy diecezjan przed kościołem Ducha Świętego w Koszalinie i poświęcił sanktuarium Matki Bożej Trzykroć Przedziwnej na Górze Chełmskiej. W drugim dniu pielgrzymki na lotnisku w Zegrzu Pomorskim Papież spotkał się z Wojskiem Polskim i odleciał do Rzeszowa, aby kontynuować wizytę apostolską w Polsce.
Ważnym wydarzeniem dla diecezji koszalińsko-kołobrzeskiej było podpisanie w dniu 11 czerwca 2016 przez bp. Edwarda Dajczaka Dekretu zwołania II Synodu Diecezji Koszalińsko-Kołobrzeskiej i Dekretu ustanowienia Komisji przygotowawczej II Synodu Diecezji Koszalińsko-Kołobrzeskiej podczas diecezjalnych obchodów jubileuszu 1050-lecia chrztu Polski w bazylice konkatedralnej w Kołobrzegu. W dniu 15 października 2022 nastąpiło podpisanie przez bp. Edwarda Dajczaka Dekretu zatwierdzenia i promulgacji Uchwał II Synodu Diecezji Koszalińsko-Kołobrzeskiej oraz uroczyste zamknięcie synodu w Katedrze Niepokalanego Poczęcia Najświętszej Maryi Panny w Koszalinie i Wyższym Seminarium Duchownym w Koszalinie.
Diecezja koszalińsko-kołobrzeska graniczy z sześcioma diecezjami (od zachodu z archidiecezją szczecińsko-kamieńską i diecezją zielonogórsko-gorzowską, od południa z archidiecezją poznańską i archidiecezją gnieźnieńską oraz od wschodu z diecezją bydgoską i diecezją pelplińską), a także od północy z Bałtykiem.

### Rozwój sieci dekanalnej
W 1972 w chwili erekcji diecezji było 14 dekanatów:
| - białogardzki - bytowski - człuchowski - drawski - kołobrzeski | - koszaliński - lęborski - sławieński - Słupsk Północ - Słupsk Południe | - szczecinecki - świdwiński - wałecki - złotowski |

29 stycznia 1973 bp Ignacy Jeż dokonał nowego podziału diecezji na 16 dekanatów:
| - białogardzki - bytowski - człuchowski - drawski - kołobrzeski - koszaliński | - lęborski - łupawski - miastecki - mirosławiecki - sławieński - słupski | - szczecinecki - świdwiński - wałecki - złotowski |

W 1977 diecezja była podzielona na 19 dekanatów po utworzeniu: barwickiego, darłowskiego i łebskiego. W 1982 było już 21 dekanatów: podzielono dekanat koszaliński na odrębne dekanaty Koszalin Północ i Koszalin Południe, a także utworzono dekanat Czarne. Po utworzeniu dekanatów Główczyce i Połczyn-Zdrój diecezja w 1987 była podzielona na 23 dekanaty.
25 marca 1992 po ustanowieniu nowych granic diecezji bp Czesław Domin dokonał nowego podziału na 23 dekanaty:
| - Barwice - Białogard - Czarne - Darłowo - Drawsko Pomorskie - Jastrowie - Kołobrzeg - Koszalin Południe | - Koszalin Północ - Krzyż Wielkopolski - Miastko - Mirosławiec - Piła - Polanów - Połczyn-Zdrój - Sławno | - Słupsk Południe - Słupsk Północ - Szczecinek - Świdwin - Trzcianka - Wałcz - złotowski |

Bp Marian Gołębiewski na początku swojej posługi w diecezji, którą rozpoczął w 1996 utworzył dekanaty ze stolicami w: Bobolicach, Mielnie i Ustce, dekanat Krzyż Wielkopolski włączył do dekanatu trzcianeckiego, natomiast dekanaty koszalińskie i słupskie połączył w pojedyncze jednostki administracyjne jako dekanat Koszalin Miasto i dekanat Słupsk. Ten sam biskup 1 stycznia 1999 dokonał kolejnej zmiany w wewnętrznych granicach administracji diecezji tworząc dekanaty Gościno, Słupsk Wschód oraz Słupsk Zachód.
Po odłączeniu od diecezji 25 marca 2004 dekanatu złotowskiego, który przeszedł do nowej diecezji bydgoskiej, obecnie diecezja koszalińsko-kołobrzeska składa się z 24 dekanatów:
| - Dekanat Barwice - Dekanat Białogard - Dekanat Bobolice - Dekanat Czarne - Dekanat Darłowo - Dekanat Drawsko Pomorskie - Dekanat Gościno - Dekanat Jastrowie | - Dekanat Kołobrzeg - Dekanat Koszalin Miasto - Dekanat Miastko - Dekanat Mielno - Dekanat Mirosławiec - Dekanat Piła - Dekanat Polanów - Dekanat Połczyn-Zdrój | - Dekanat Sławno - Dekanat Słupsk Wschód - Dekanat Słupsk Zachód - Dekanat Szczecinek - Dekanat Świdwin - Dekanat Trzcianka - Dekanat Ustka - Dekanat Wałcz |

## Biskupi

### Biskup diecezjalny
wakat

### Biskup pomocniczy
- bp Krzysztof Zadarko – (wikariusz generalny) od 2009; administrator diecezji od 5 maja 2025

### Biskupi seniorzy
- bp Edward Dajczak – biskup diecezjalny koszalińsko-kołobrzeski w latach 2007–2023, senior od 2023
- bp Paweł Cieślik – biskup pomocniczy koszalińsko-kołobrzeski w latach 1995–2015, senior od 2015

## Instytucje
- Kuria Biskupia w Koszalinie:
  - Kanclerz, wikariusz biskupi ds. sakramentalnych – ks. Wacław Łukasz
  - Wicekanclerz – ks. Piotr Subocz
  - Oficjał Sądu Biskupiego – ks. Jarosław Kodzia
  - Wikariusz Generalny – bp Krzysztof Zadarko
  - Wikariusz Generalny i Moderator Kurii
- Wyższe Seminarium Duchowne w Koszalinie
- Instytut Teologiczny w Koszalinie
- Caritas Diecezjalna
- Dom Księży Emerytów w Kołobrzegu
- Egzorcyści diecezjalni
- Archiwum Diecezjalne w Koszalinie
- Muzeum Diecezjalne w Kołobrzegu
- Radio Plus Koszalin – Rozgłośnia Diecezjalna
- „Gość Niedzielny”
- Diecezjalne Domy Rekolekcyjne:
  - Centrum Edukacyjno-Formacyjne Certus w Koszalinie
  - Ośrodek Wczasowy Pleśna Park w Pleśnej
  - Ośrodek Wczasowy pw. Aniołów Stróżów w Kołobrzegu
  - Ośrodek Wczasowy pw. św. Liboriusza w Ostrowcu

## Główne świątynie
- Katedra Niepokalanego Poczęcia Najświętszej Maryi Panny w Koszalinie (rocznica poświęcenia: 25 października)
- Bazylika konkatedralna Wniebowzięcia Najświętszej Maryi Panny w Kołobrzegu (rocznica poświęcenia: 21 października)

## Bazyliki mniejsze
- Bazylika konkatedralna pw. Wniebowzięcia Najświętszej Maryi Panny w Kołobrzegu (od 1986);
- Bazylika pw. Matki Bożej Bolesnej w Skrzatuszu (od 2019).

## Świątynie w diecezji[14]

### Ważne świątynie
- Bazylika konkatedralna Wniebowzięcia Najświętszej Maryi Panny w Kołobrzegu – konkatedra, kolegiata;
- Kolegiata Najświętszej Maryi Panny Wspomożenia Wiernych w Pile, kolegiata;
- Kościół św. Jana Chrzciciela w Budzistowie – najstarsza świątynia w diecezji;
- Kościół Mariacki w Słupsku, gotyk pomorski;
- Kościół Wniebowzięcia Najświętszej Maryi Panny w Sławnie, gotyk pomorski;
- Kościół Matki Bożej Częstochowskiej w Darłowie, gotyk pomorski;
- Kościół Mariacki w Białogardzie, gotyk pomorski;
- Kościół Mariacki w Świdwinie, gotyk pomorski;
- Kościół pw. Zmartwychwstania Pańskiego w Drawsku Pomorskim, gotyk pomorski, dawny Mariacki;
- Kościół Świętych Apostołów Piotra i Pawła w Sławsku, gotyk pomorski;
- Kościół św. Michała Archanioła w Karlinie, gotyk pomorski;
- Kościół św. Jacka w Słupsku, podominikański;
- Kościół Matki Bożej Różańcowej w Rusowie.

### Sanktuaria diecezjalne
- Sanktuarium Matki Bożej Bolesnej w Skrzatuszu (od 28 czerwca 1972 z ustanowienia biskupa Ignacego Jeża);
- Sanktuarium Matki Bożej Trzykroć Przedziwnej w Koszalinie (na Górze Chełmskiej – wzgórzu Krzyżanka) (od 1 czerwca 2002 z ustanowienia biskupa Mariana Gołębiewskiego);
- Sanktuarium św. Józefa Oblubieńca Najświętszej Maryi Panny w Słupsku (od 10 maja 2015 z ustanowienia biskupa Edwarda Dajczaka[15]).

### Miejsca pielgrzymowania
- Święta Góra Polanowska średniowieczne sanktuarium maryjne, obecnie pustelnia franciszkańska[potrzebny przypis]
- Kościół św. Wojciecha w Koszalinie planowane sanktuarium głównego patrona diecezji[potrzebny przypis]
- Kościół św. Maksymiliana Kolbego w Słupsku planowane sanktuarium patrona diecezji[potrzebny przypis]
- Kościół Matki Bożej Częstochowskiej w Darłowie Franciszkańskie sanktuarium Matki Bożej Fatimskiej i Matki Bożej Jedności
- Szczecinecka Kalwaria Kamienna Kalwaria wokół kościoła św. Rozalii w Szczecinku
- Statua Matki Boskiej Królowej Narodu w Domacynie dar narodu filipińskiego
- Kościół w Osiekach w XV w. kościół słynął z krwawiącej Hostii, która zaginęła w zawierusze reformacji

## Patroni
- Święty Wojciech (główny patron) – biskup i męczennik (23 IV)
- św. Maksymilian Maria Kolbe – (współpatron) prezbiter i męczennik (14 VIII)
- Matka Boża Bolesna Skrzatuska – współpatronka (15 IX)

## Błogosławieni i męczennicy
- August Froehlich – rektor kościoła św. Pawła Apostoła w Drawsku Pomorskim, proboszcz z Rathenow, za obronę polskich robotników przymusowych został zamęczony w niemieckim obozie koncentracyjnym KL Dachau
- Bronisław Kostkowski – błogosławiony i męczennik Kościoła katolickiego, został zamęczony w niemieckim obozie koncentracyjnym KL Dachau
- Adolf Pojda – proboszcz Parafii św. Ottona w Słupsku, został zamęczony w niemieckim obozie koncentracyjnym KL Dachau

## Zakony[16]

### Zakony męskie
| - Benedyktyni (OSB) - Bracia Szkolni (FSC) - Chrystusowcy (TChr) - Franciszkanie (OFM Conv.) 4 domy zakonne - Kapucyni (OFM Cap.) 2 domy zakonne - Marianie (MIC) | - Redemptoryści (CSsR) - Saletyni (MS) 2 domy zakonne - Salezjanie (SDB) 5 domów zakonnych - Salwatorianie (SDS) - Zmartwychwstańcy (CR) 2 domy zakonne |

### Zakony żeńskie
| - Albertynki (ZSAPU) - Elżbietanki (CSSE) 2 domy zakonne - Felicjanki (CSSF) - Franciszkanki misjonarki Maryi (FMM) - Franciszkanki od Pokuty (CSF) 2 domy zakonne | - Kanoniczki Ducha Świętego de Saxia (CSS) - Karmelitanki Bose (OCD) - Nazaretanki (CSFN) - Pallotynki (SAC) 2 domy zakonne | - Salezjanki (FMA/CMW) 3 domy zakonne - Serafitki (CMBB) - Sercanki bezhabitowe (CSM) 2 domy zakonne - Szarytki (SM, FdlC, DC, HdC) - Urszulanki Unii Rzymskiej - Siostry Najświętszej Duszy Chrystusa (ZDCh) - Siostry Opatrzności Bożej (SDP) | - Siostry Szensztackie (ISSM) 2 domy zakonne - Siostry Notre Dame (SSND) - Siostry z Lipia bezhabitowe (WDŁB) - Służebniczki - Urszulanki szare (SJK) - Siostry Szpitalne (HSC) - Zgromadzenie Sióstr Jezusa Miłosiernego (ZSJM) Hospicjum Darłowo, Koszalin |

### Świeckie Instytuty Życia Konsekrowanego
| - Wspólnota Dzieci Łaski Bożej z Lipia (na prawie diecezjalnym) 6 domów zakonnych |

## Miasta diecezji
| lp. | Herb | Miasto                  | Dekanat                     | Województwo        | Powiat                  | Liczba ludności | Liczba parafii |
| --- | ---- | ----------------------- | --------------------------- | ------------------ | ----------------------- | --------------- | -------------- |
| 1   |      | Koszalin                | Koszalin                    | zachodniopomorskie | Koszalin                | 107 670         | 10             |
| 2   |      | Słupsk                  | Słupsk Wschód Słupsk Zachód | pomorskie          | Słupsk                  | 91 465          | 8              |
| 3   |      | Piła                    | Piła                        | wielkopolskie      | pilski                  | 73 791          | 10             |
| 4   |      | Kołobrzeg               | Kołobrzeg                   | zachodniopomorskie | kołobrzeski             | 46 568          | 6              |
| 5   |      | Szczecinek              | Szczecinek                  | zachodniopomorskie | szczecinecki            | 40 292          | 6              |
| 6   |      | Wałcz                   | Wałcz                       | zachodniopomorskie | wałecki                 | 25 533          | 3              |
| 7   |      | Białogard               | Białogard                   | zachodniopomorskie | białogardzki            | 24 368          | 3              |
| 8   |      | Trzcianka               | Trzcianka                   | wielkopolskie      | czarnkowsko-trzcianecki | 17 228          | 2              |
| 9   |      | Świdwin                 | Świdwin                     | zachodniopomorskie | świdwiński              | 15 725          | 2              |
| 10  |      | Ustka                   | Ustka                       | pomorskie          | słupski                 | 15 709          | 3              |
| 11  |      | Darłowo                 | Darłowo                     | zachodniopomorskie | sławieński              | 13 924          | 3              |
| 12  |      | Złocieniec              | Drawsko Pomorskie           | zachodniopomorskie | drawski                 | 13 068          | 2              |
| 13  |      | Sławno                  | Sławno                      | zachodniopomorskie | sławieński              | 12 590          | 2              |
| 14  |      | Drawsko Pomorskie       | Drawsko Pomorskie           | zachodniopomorskie | drawski                 | 11 672          | 2              |
| 15  |      | Miastko                 | Miastko                     | pomorskie          | bytowski                | 10 605          | 2              |
| 16  |      | Jastrowie               | Jastrowie                   | wielkopolskie      | złotowski               | 8662            | 2              |
| 17  |      | Połczyn-Zdrój           | Połczyn-Zdrój               | zachodniopomorskie | świdwiński              | 8181            | 2              |
| 18  |      | Czaplinek               | Barwice                     | zachodniopomorskie | drawski                 | 7155            | 1              |
| 19  |      | Sianów                  | Mielno                      | zachodniopomorskie | koszaliński             | 6666            | 1              |
| 20  |      | Krzyż Wielkopolski      | Trzcianka                   | wielkopolskie      | czarnkowsko-trzcianecki | 6222            | 2              |
| 21  |      | Wieleń (część północna) | Trzcianka                   | wielkopolskie      | czarnkowsko-trzcianecki | 5988            | 1 (2)          |
| 22  |      | Czarne                  | Czarne                      | pomorskie          | człuchowski             | 5983            | 1              |
| 23  |      | Karlino                 | Białogard                   | zachodniopomorskie | białogardzki            | 5950            | 1              |
| 24  |      | Borne Sulinowo          | Szczecinek                  | zachodniopomorskie | szczecinecki            | 4984            | 1              |
| 25  |      | Kobylnica               | Słupsk Zachód               | pomorskie          | słupski                 | 4634            | 1              |
| 26  |      | Kalisz Pomorski         | Mirosławiec                 | zachodniopomorskie | drawski                 | 4399            | 1              |
| 27  |      | Bobolice                | Bobolice                    | zachodniopomorskie | koszaliński             | 4061            | 1              |
| 28  |      | Okonek                  | Jastrowie                   | wielkopolskie      | złotowski               | 3929            | 1              |
| 29  |      | Barwice                 | Barwice                     | zachodniopomorskie | szczecinecki            | 3742            | 1              |
| 30  |      | Kępice                  | Polanów                     | pomorskie          | słupski                 | 3646            | 1              |
| 31  |      | Mirosławiec             | Mirosławiec                 | zachodniopomorskie | wałecki                 | 3065            | 1              |
| 32  |      | Mielno                  | Mielno                      | zachodniopomorskie | koszaliński             | 3000            | 2              |
| 33  |      | Polanów                 | Polanów                     | zachodniopomorskie | koszaliński             | 2949            | 1              |
| 34  |      | Tychowo                 | Białogard                   | zachodniopomorskie | białogardzki            | 2495            | 1              |
| 35  |      | Gościno                 | Gościno                     | zachodniopomorskie | kołobrzeski             | 2436            | 1              |
| 36  |      | Człopa                  | Mirosławiec                 | zachodniopomorskie | wałecki                 | 2326            | 1              |
| 37  |      | Biały Bór               | Bobolice                    | zachodniopomorskie | szczecinecki            | 2171            | 1              |
| 38  |      | Tuczno                  | Mirosławiec                 | zachodniopomorskie | wałecki                 | 1931            | 1              |

## Osoby związane z diecezją
- Zygfryd von Boock – biskup kamieński w latach 1424–1446
- Michał Czajkowski – ksiądz pochodzący ze Świdwina
- Henning Iwen – biskup kamieński w latach 1446–1468
- Dariusz Jastrząb – infułat, proboszcz Parafii Najświętszej Maryi Panny Wspomożenia Wiernych w Miastku
- Antoni Kloska – infułat, wikariusz biskupi ds. Instytutów Życia Konsekrowanego, proboszcz parafii pw. Niepokalanego Poczęcia Najświętszej Maryi Panny w Połczynie-Zdroju
- Marian Subocz – inkardynowany do diecezji, dyrektor Caritas Polska w latach 2007–2017

## Galeria

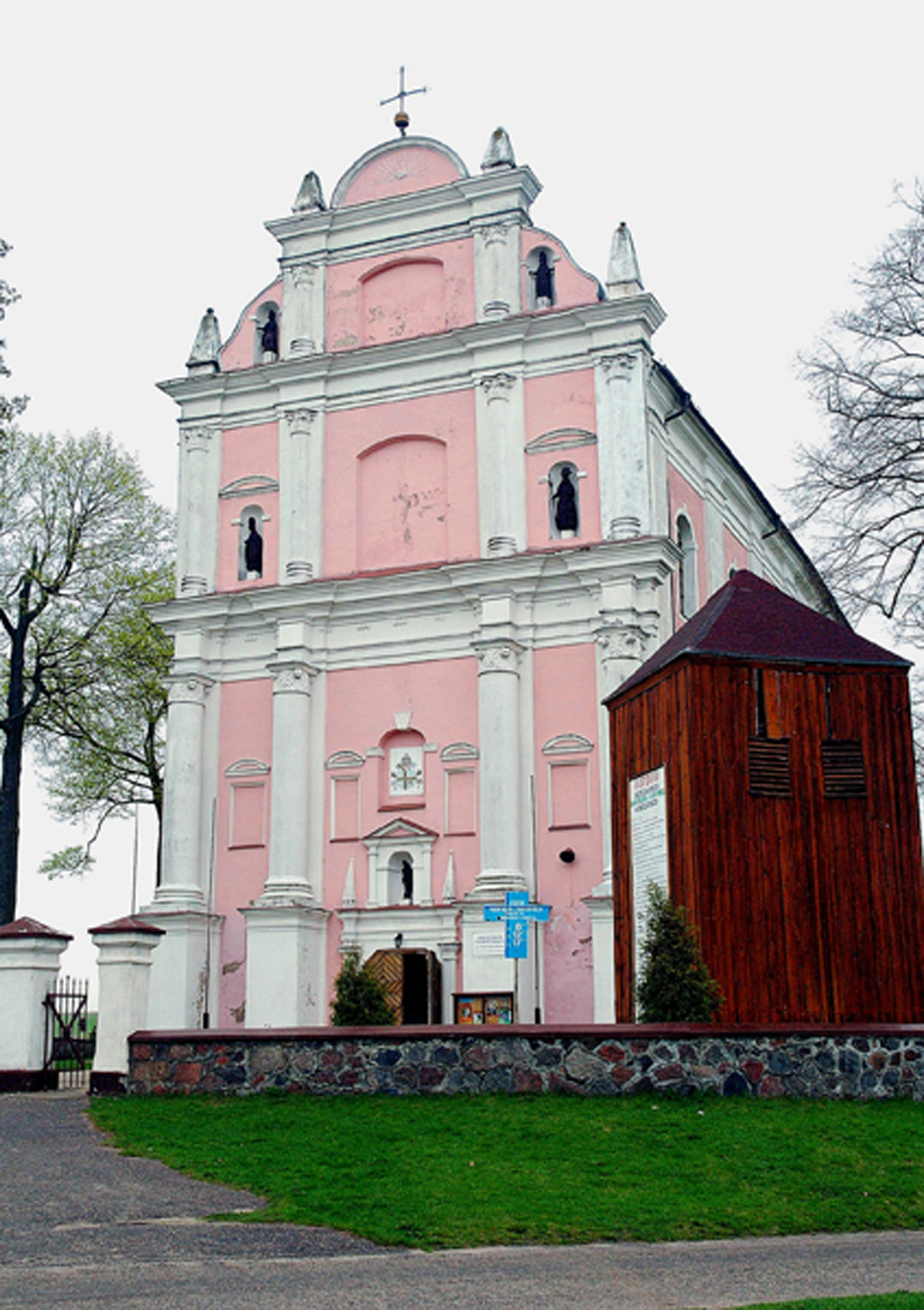
Sanktuarium Maryjne w Skrzatuszu
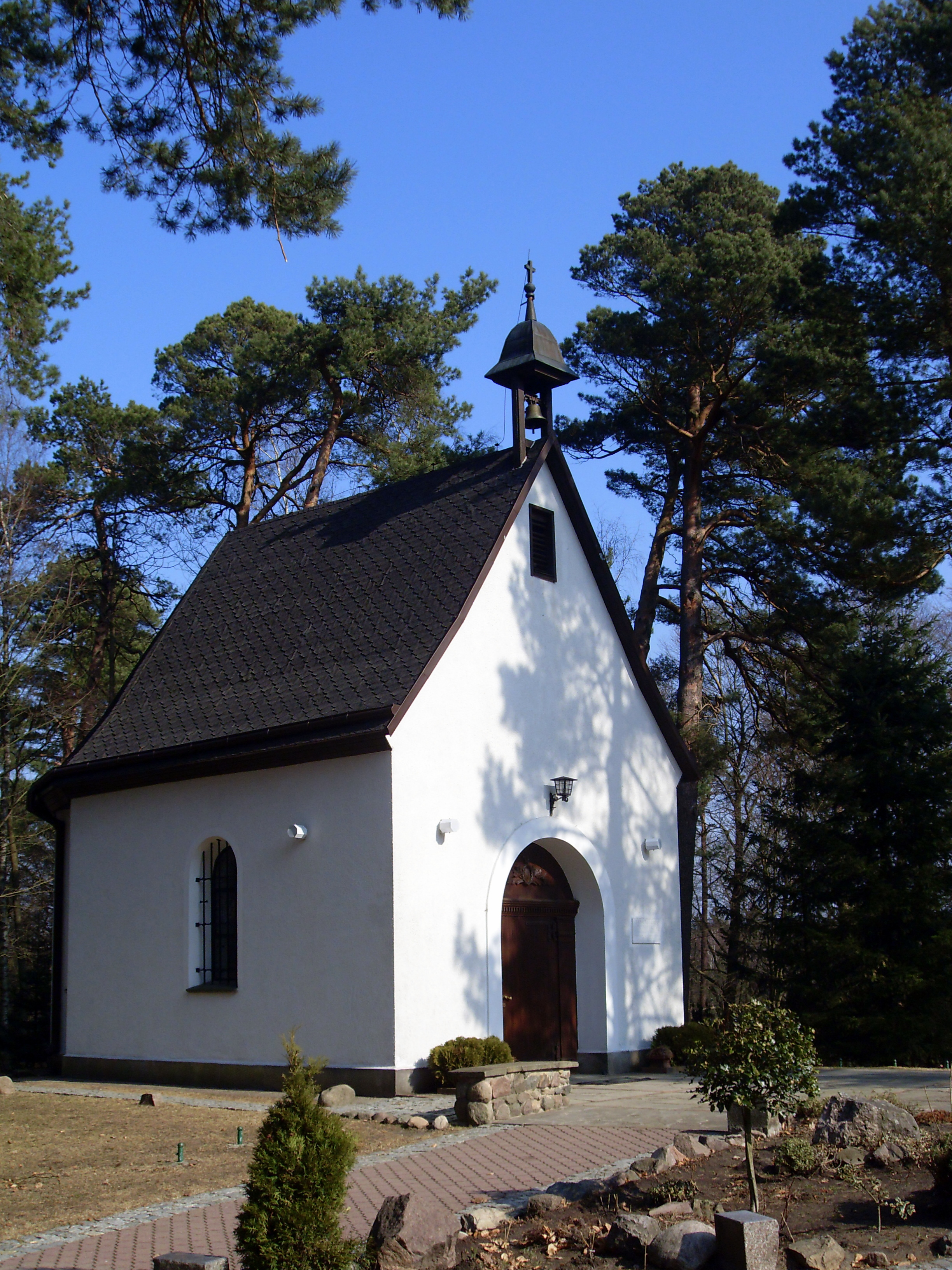
Sanktuarium na Górze Chełmskiej
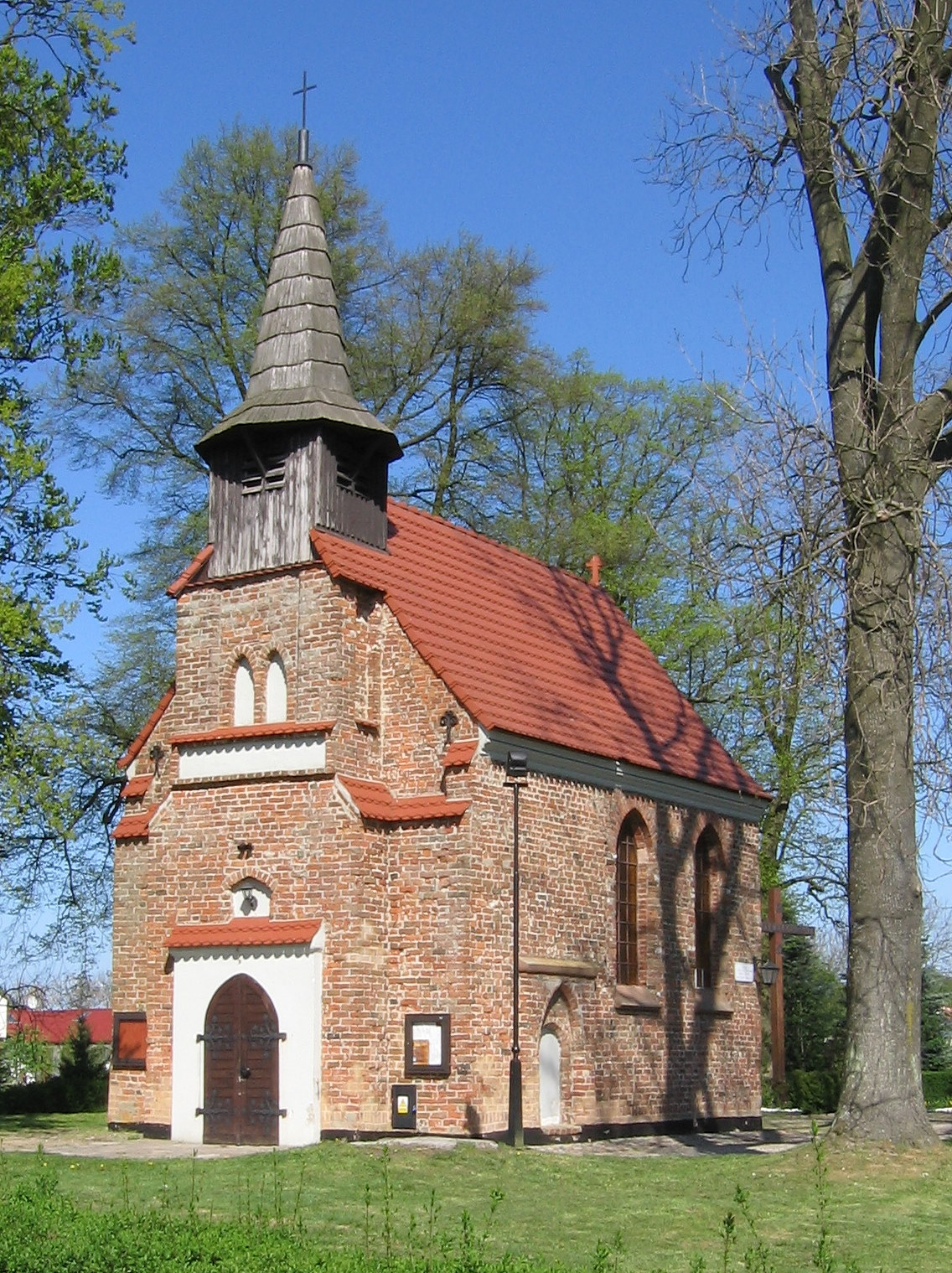
Kościół w Budzistowie
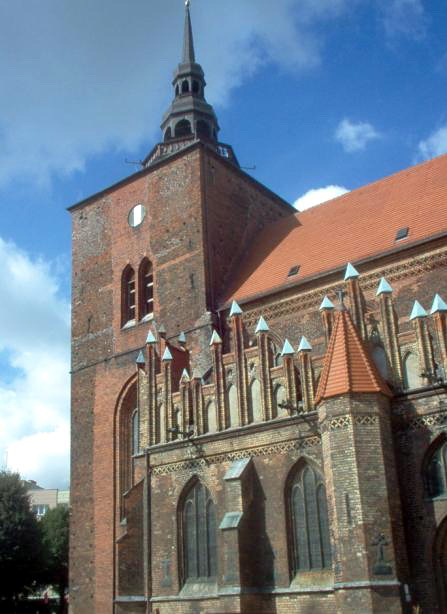
Kościół Mariacki w Słupsku
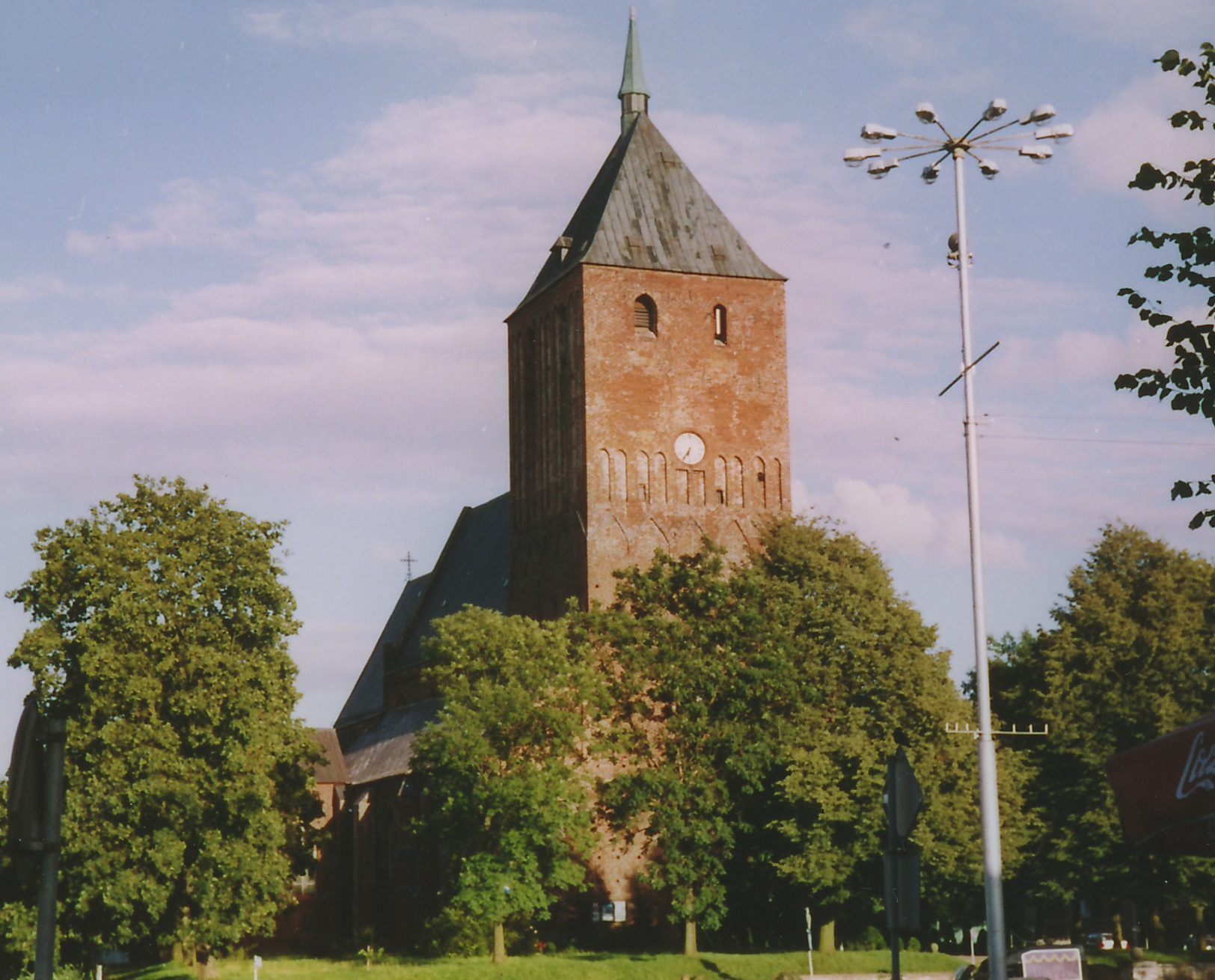
Kościół Mariacki w Sławnie
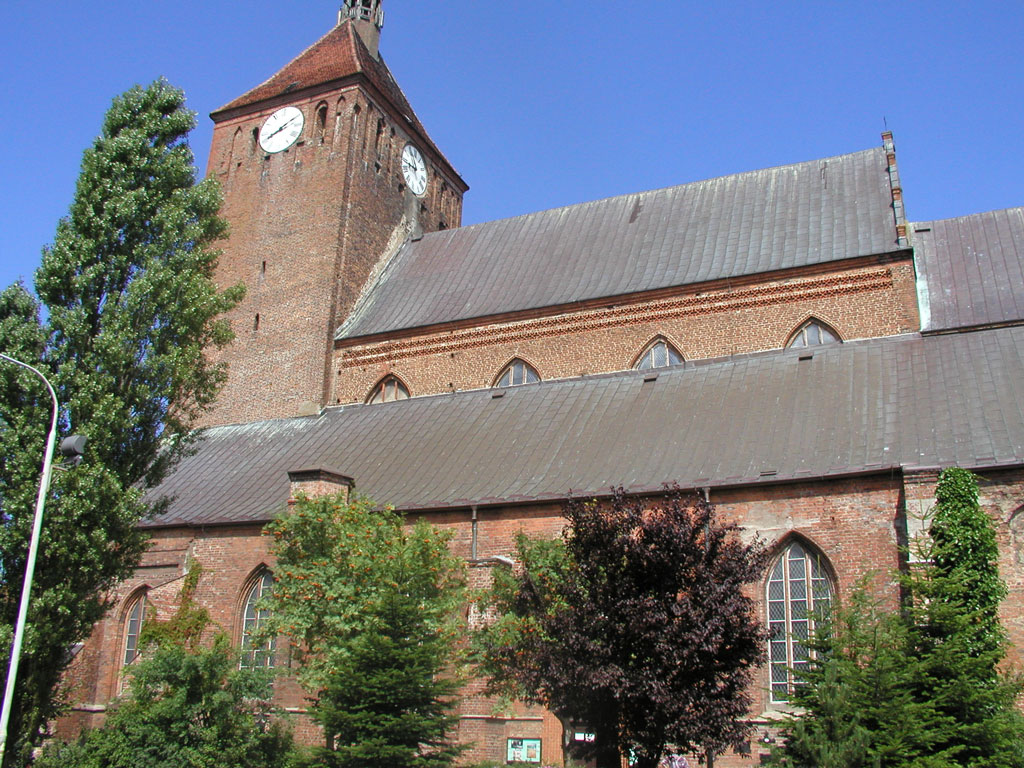
Kościół Mariacki w Darłowie
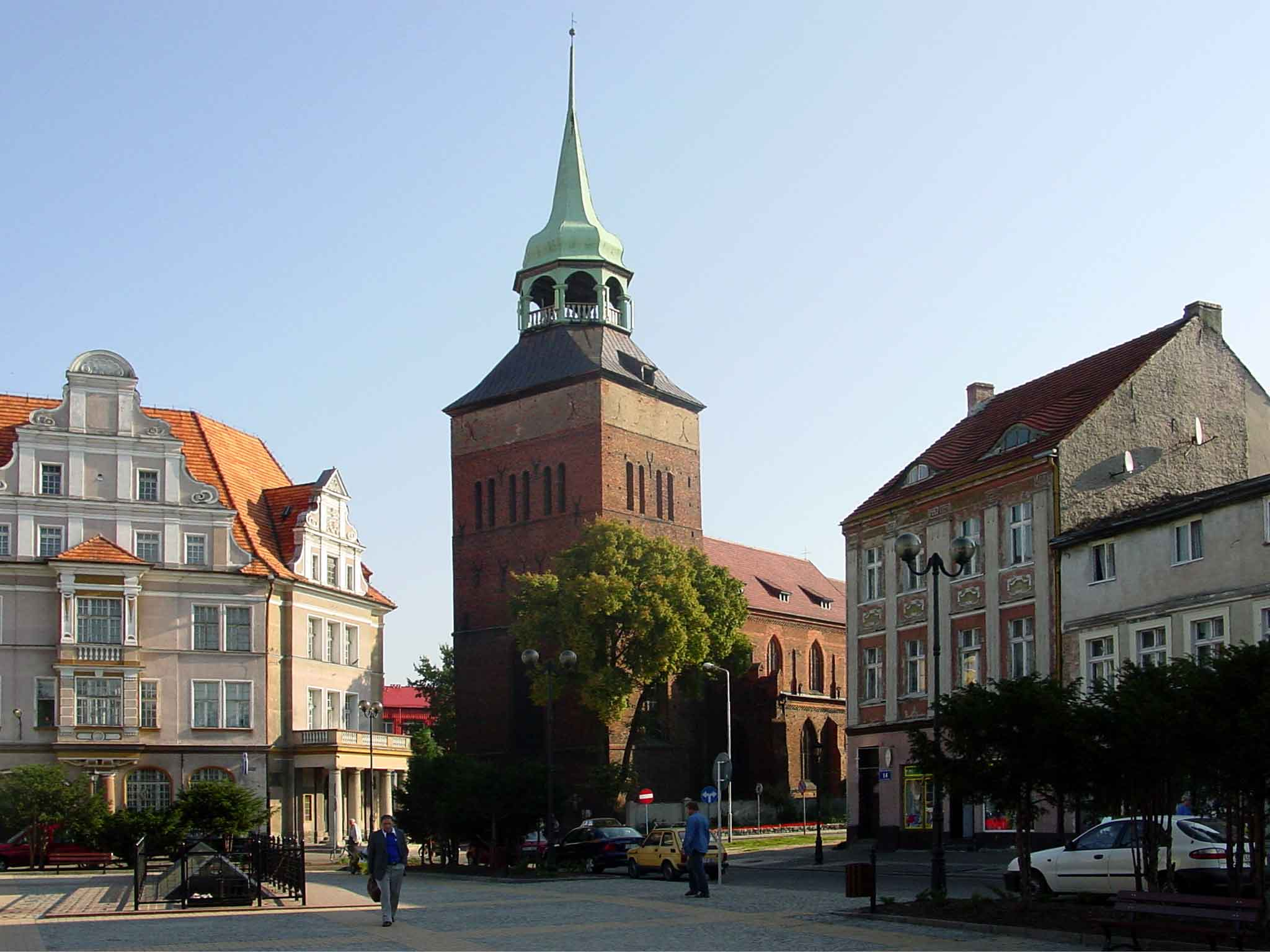
Kościół Mariacki w Białogardzie
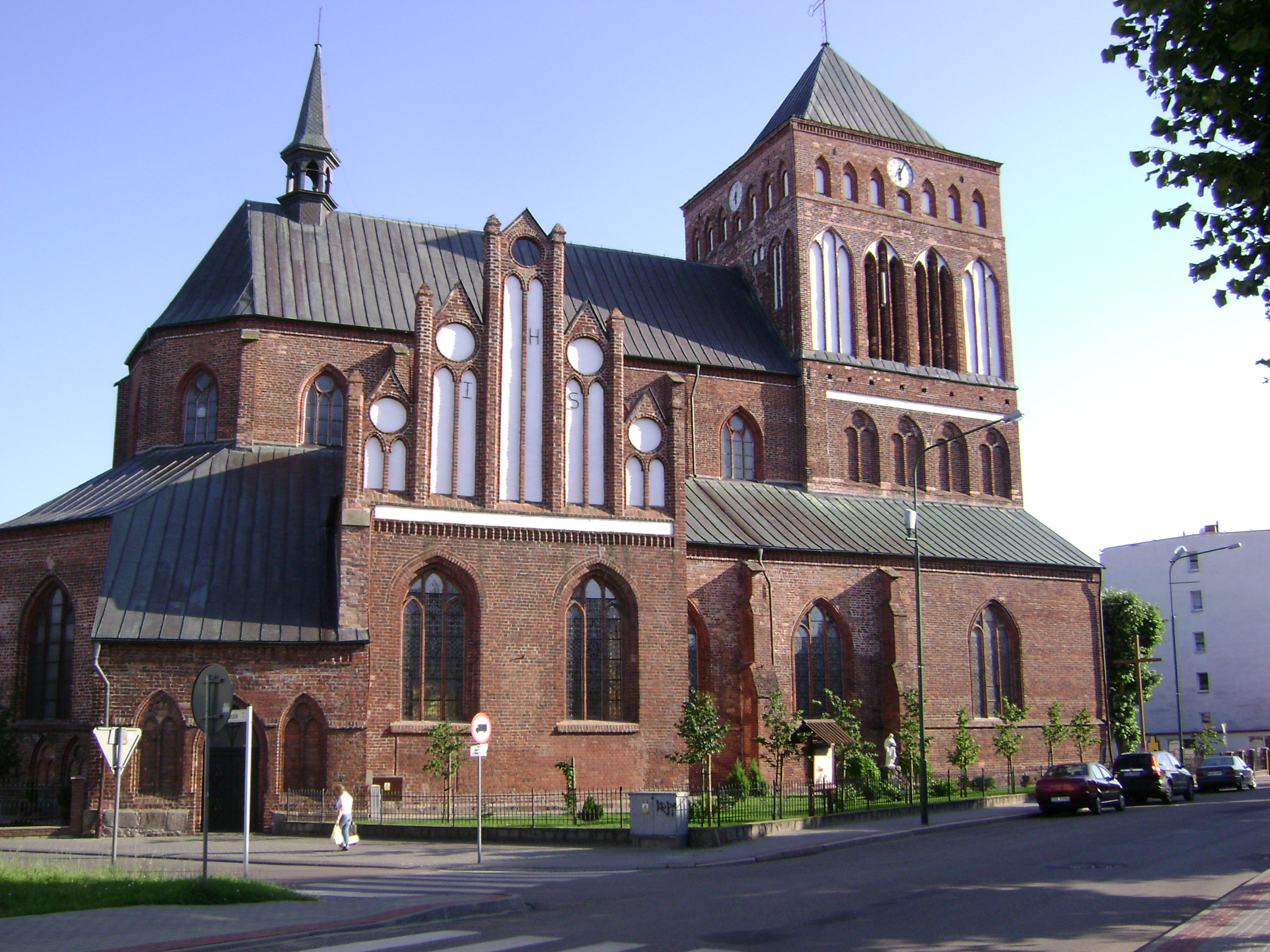
Kościół Mariacki w Świdwinie
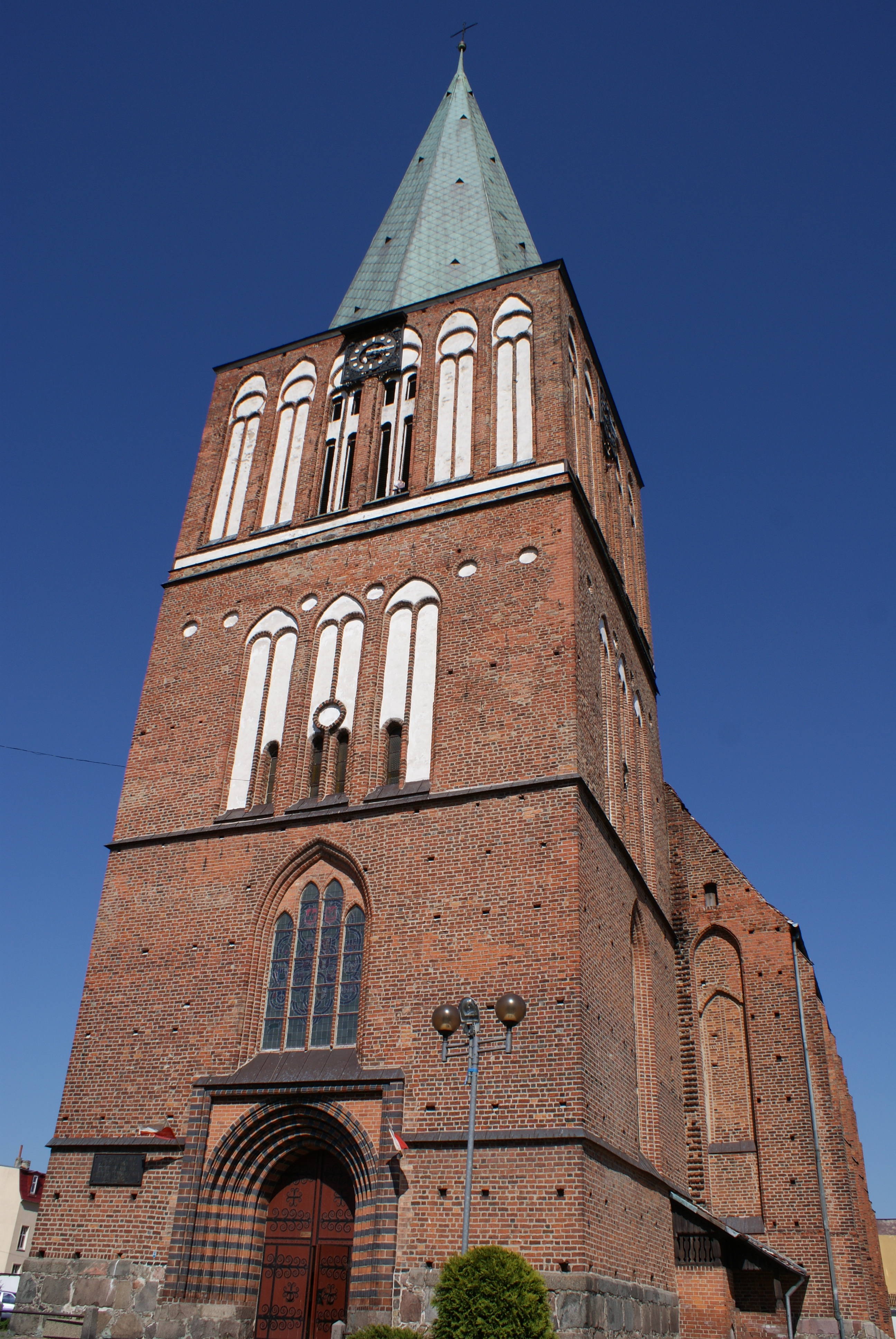
Kościół w Drawsku Pomorskim
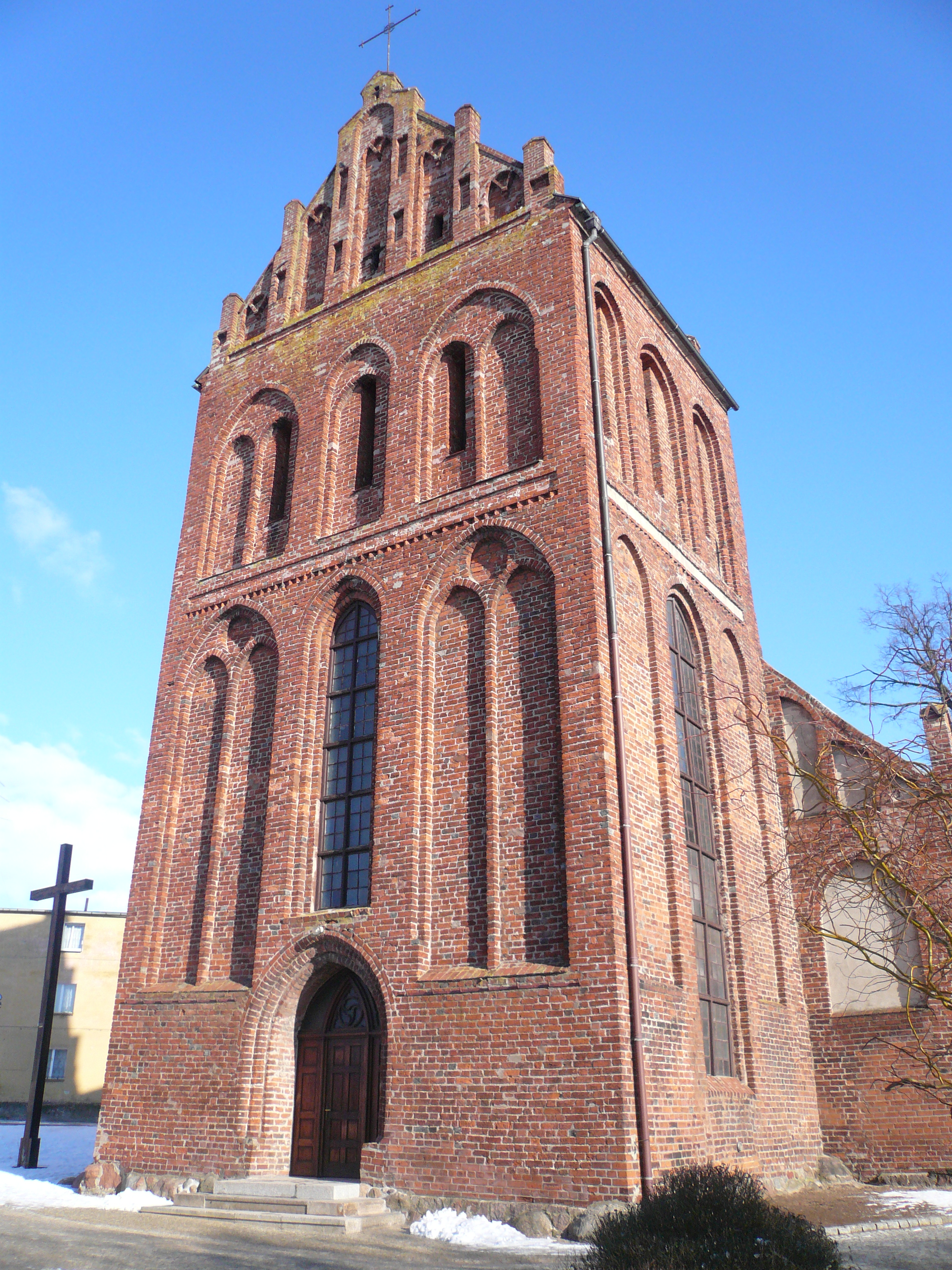
Kościół w Karlinie
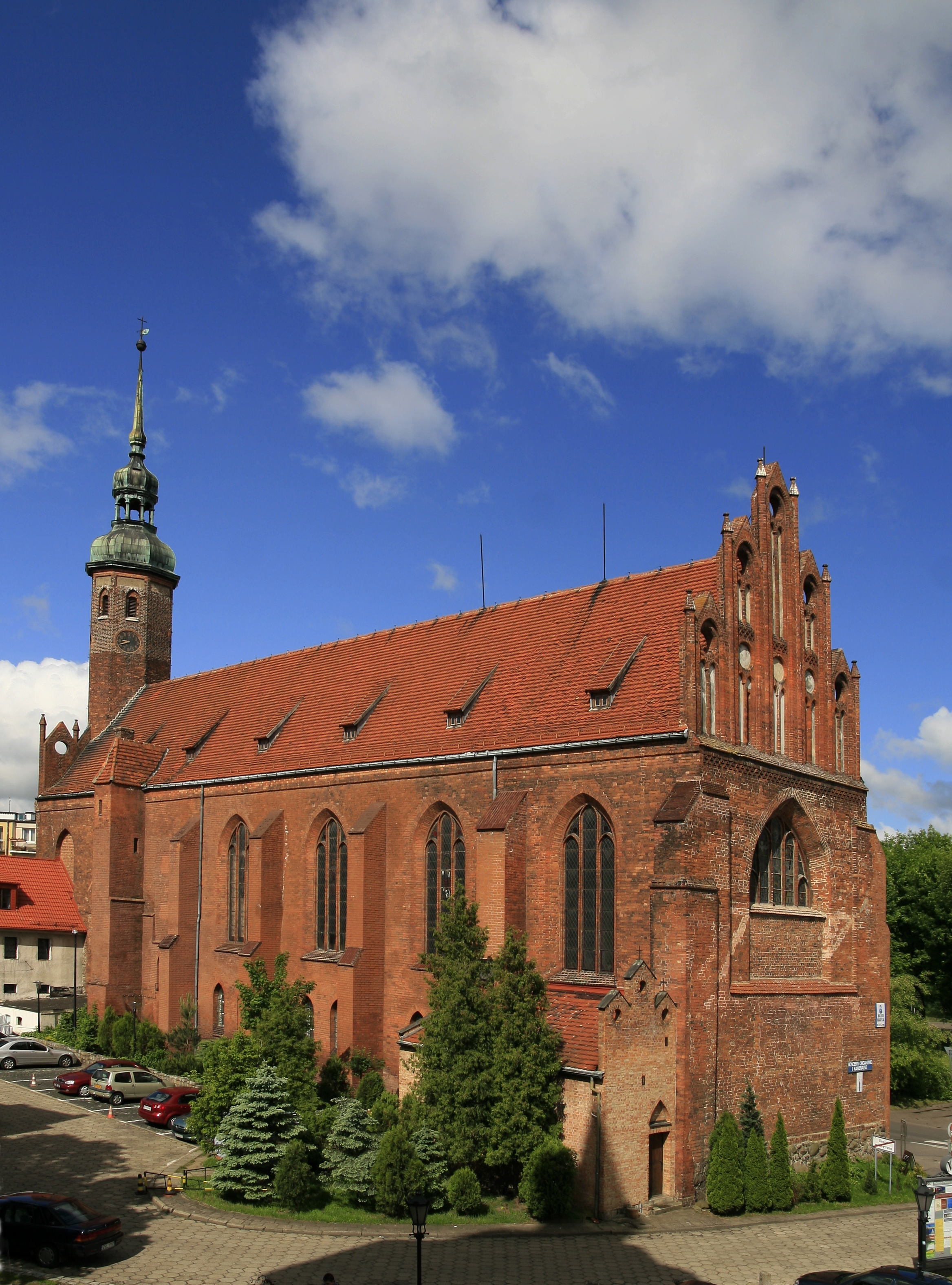
Kościół św. Jacka w Słupsku
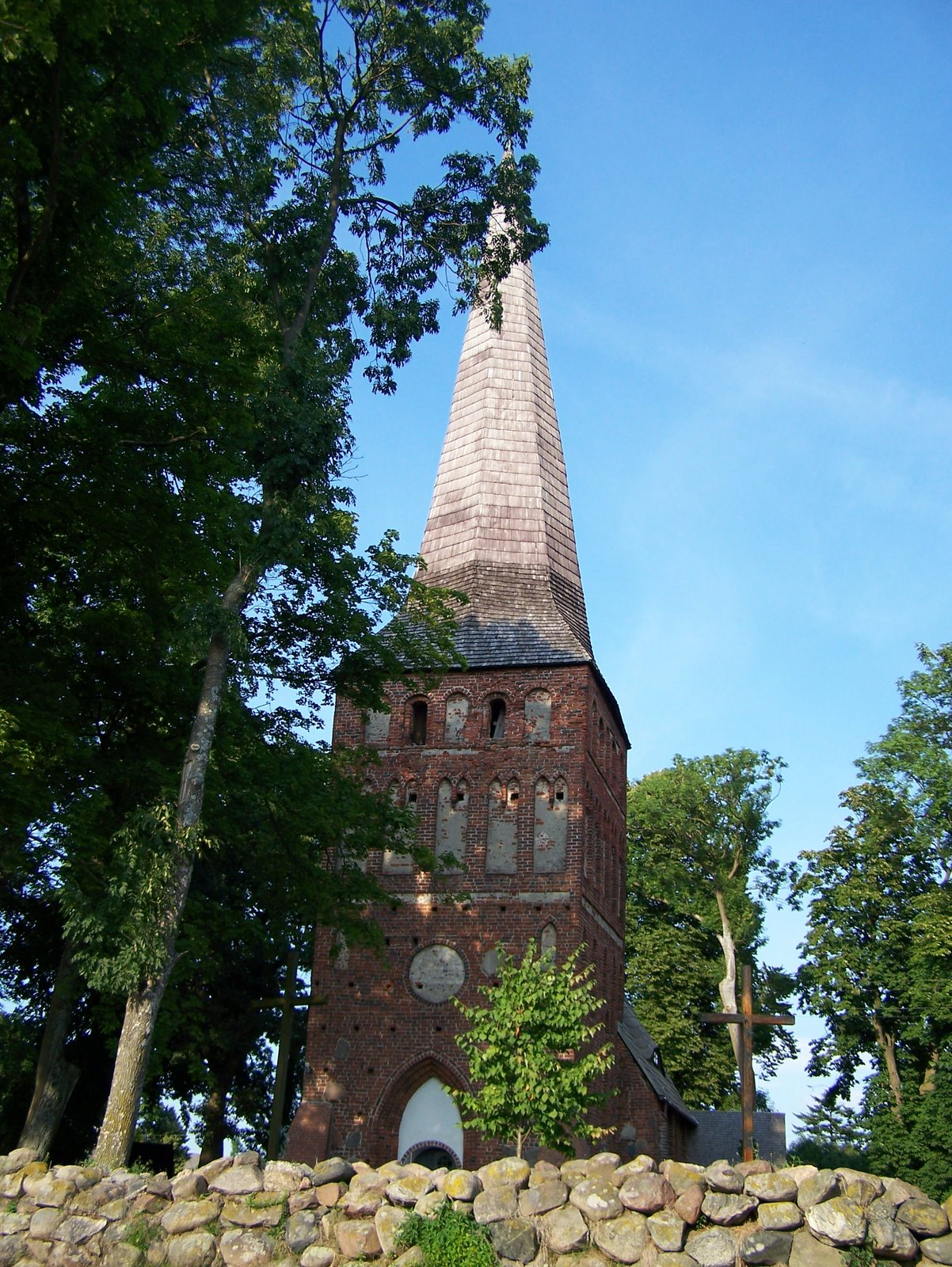
Kościół w Iwięcinie
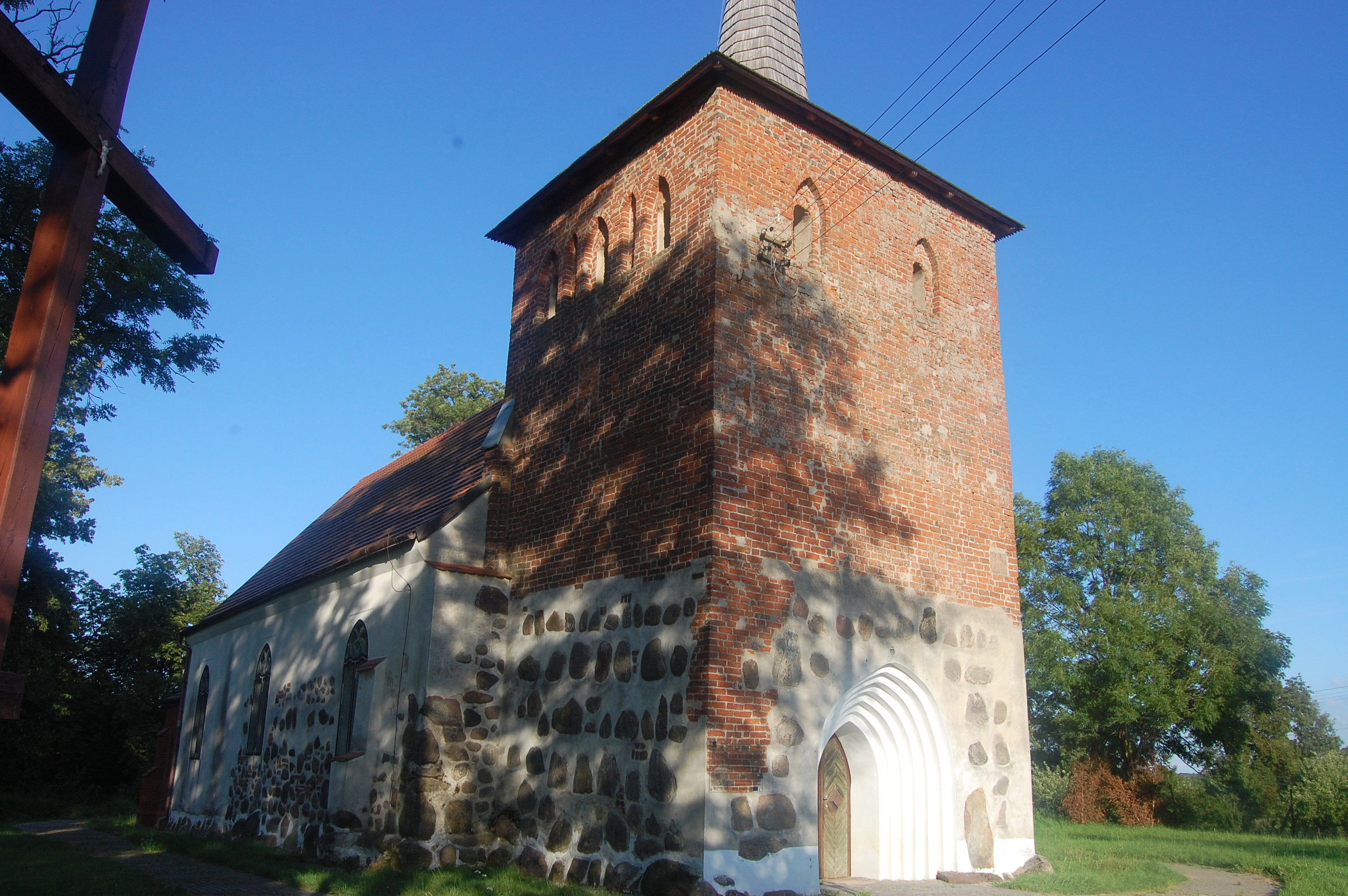
Kościół Matki Bożej Różańcowej w Rusowie
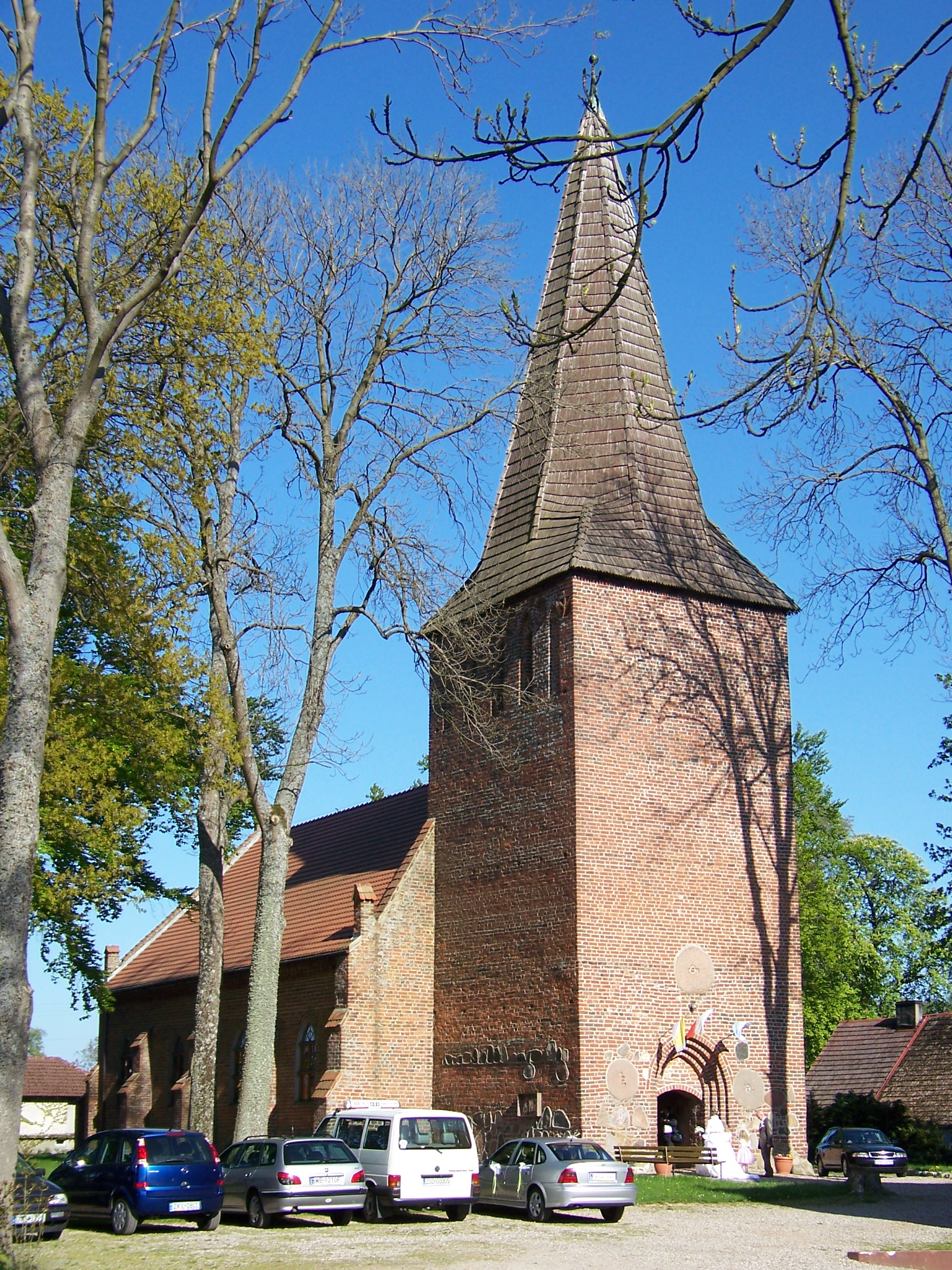
Kościół w Osiekach